# Maksim Sklyarov
Maksim Aleksandrovich Sklyarov (tiếng Nga: Максим Александрович Скляров; sinh ngày 28 tháng 2 năm 1998) là một cầu thủ bóng đá người Nga thi đấu cho F.K. Dynamo-2 Sankt Peterburg.

## Sự nghiệp câu lạc bộ
Anh có màn ra mắt tại Giải bóng đá chuyên nghiệp quốc gia Nga cho F.K. Dynamo-2 Sankt Peterburg vào ngày 27 tháng 7 năm 2017 trong trận đấu với FC Kolomna.